# Helophorus lecontei
Helophorus lecontei är en skalbaggsart som beskrevs av Knisch 1924. Helophorus lecontei ingår i släktet Helophorus och familjen halsrandbaggar. Inga underarter finns listade i Catalogue of Life.